# Frank Sinatra Christmas Collection
Frank Sinatra Christmas Collection è un album raccolta di canzoni natalizie interpretate dal cantante statunitense Frank Sinatra, pubblicato nel 2004.

## Tracce
1. I've Got My Love to Keep Me Warm
2. The Christmas Waltz
3. Santa Claus Is Coming to Town
4. The Little Drummer Boy (con Fred Waring)
5. We Wish You the Merriest (con Fred Waring e Bing Crosby)
6. Have Yourself a Merry Little Christmas
7. Go Tell It on the Mountain (con Fred Waring e Bing Crosby)
8. The Christmas Song (con Bing Crosby)
9. I Heard the Bells on Christmas Day (con Fred Waring)
10. I Wouldn't Trade Christmas (con Tina Sinatra, Nancy Sinatra e Frank Sinatra Jr.)
11. Christmas Memories
12. The Twelve Days of Christmas (con Tina Sinatra, Nancy Sinatra e Frank Sinatra Jr.)
13. The Bells of Christmas (Greensleeves) (con Tina Sinatra, Nancy Sinatra e Frank Sinatra Jr.)
14. An Old-Fashioned Christmas (con Fred Waring)
15. A Baby Just Like You
16. Whatever Happened to Christmas (con the Jimmy Joyce Orchestra)
17. White Christmas (con Bing Crosby)